# Josef Rybička (horolezec)
Josef Rybička, přezdívaný Ryba (* 1952 Nový Bor, Československo) je český horolezec, cestovatel a dobrodruh. V 70. a 80. letech 20. století patřil ke špičce československého skalního horolezectví.
Účastnil se nebo vedl řadu expedic do Himálaje, Karákóramu, Pamíru, Ťan-Šanu, Kavkazu, Patagonie, And a dalších pohoří. Podnikl přechod džunglí ostrova Borneo, je autorem desítek obtížných cest na českých a německých pískovcových skalách (nejvíce z nich ve své domácí oblasti ve skalách na Slavíčku mezi Sloupem v Čechách a Svojkovem nedaleko Nového Boru) i ve Vysokých Tatrách. Jeho častým spolulezcem byl Miroslav Šmíd. Dále se věnuje potápění a vede letní lezeckou školu pro děti.

## Prvovýstupy
Na pískovcových skalách v Čechách otevřel nejméně kolem 150 prvovýstupů. Další prvovýstupy zlezl ve skalách Saského Švýcarska, v horách i velehorách.

### Některé příklady
- 1971: Peru 70 VIIb, Socha svobody, Skály na Slavíčku (s Milanem Kudelkou)
- 1974: Cesta hříchů VIIc (JPK) na Českolipskou věž, Skály u Svojkova (s J. Šmídem a J. Polochem)
- 1975: Harryho stěna VIIIb, Praděd, Skály u Svojkova (s Pavlem Kulíkem)
- 1975: Plíživý Měsíc VIIIc, Velké Apollo, Skály na Slavíčku (s Pavlem Šorfem)
- 1975: Tažní ptáci VIIIa, Žlutá stěna, Skály u Svojkova (s P. Kulíkem, J. Vodrážkou a L. Novákem)
- 1980: Poslední zvonění IX, Dračí věž, Dračí skály (s Josefem Nežerkou a J. Rakoncajem)
- 1984: Smyslů zbavení IXc, Prezident, Labské údolí (s Janem Šimonem, P. Kulíkem)
- 1985: Vzpomínka na Jana Šimona Xa, Milenci, Adršpach (s Jindřichem Hudečkem, J. Vodrážkou a Stanislavem Šilhánem)
- Rybičkova 7+, Bílá stěna (Zruč nad Sázavou)

### Vysoké Tatry
- 1974: Direttissima, klas. VI A4, 5–7.9.1974, Jiří Šmíd – Josef Rybička, Východní stěna, Bielovodská veža
- 1975: Východní stěna, Sylva Kysilková – Josef Rybička – Jiří Šmíd – V. Skokan, 23.12.1975–1.1.1976, Jariabkova veža, Skoruší Mních
- 1975: Žluté převisy, Jiří Šmíd – Josef Rybička, červen 1975, Jižní stěna, Kežmarský štít
- 1976: Severní stěna, klas. V- A4, Jiří Šmíd – Josef Rybička – Svobodová, 8.–10.3.1976, Malý Kežmarský štít
- 1976: Plotna, klas.VI A3/A4, Jiří Šmíd – Josef Rybička, 13.–16.3.1976, Severní stěna, Malý Kežmarský štít

### Yosemitské údolí
- 1982: Tis-sa-ack 5.9 A3, 22 délek, 700 m, Josef Rybička – Jan Šimon, Half Dome, Yosemitské údolí, Kalifornie, USA

### Alpy
- 1976: Československá direttissima, klas. VI+ A4e, Jiří Šmíd – Sylva Kysilková – Petr Plachecký – Josef Rybička, 4.–29.8.1976, Severní stěna, Eiger
- 1978: Československá cesta II., klas. VI- A4, Jiří Šmíd – Miroslav Šmíd – Josef Rybička – Jaroslav Flejberk, 16.–26.1. a 7.–27.2.1978, S stěna, levá část, Eiger, zimní prvovýstup
- 1980: Memento mori, klas. VI+ A3, Josef Rybička – Jan Šimon – Zdeněk Škalda, 24.-28.8.1980, SV stěna, Piz Badile, (Bergell)
- 1983: S stěna, Josef Rybička – Jiří Šmíd – Michal Pitelka, zimní prvovýstup levou částí stěny, Matterhorn

### Himálaj a Karákóram
- 1984: cesta v Západní stěně, Dhaulágirí (8167 m n. m.), člen úspěšné česko-italské expedice

## Výstupy

### Alpy
- 1978: stará cesta, Antonín Kolář – Josef Rybička – Jiří Šmíd, S stěna, Matterhorn
- 1993: Heckmairova cesta, Josef Rybička – Jiří Šmíd, Eiger, zimní výstup

### Pamír
- 1977: Borodkinova cesta', Pik Komunizma (7495 m), Jaroslav Flejberk – Josef Rybička – Ivan Vozárik – Jiří Šmíd, S stěna, 1. čs. výstup

### Himálaj a Karákóram
- 1986: Ama Dablam (6856 m n. m.), člen úspěšné expedice
- 1987: Šivling (6543 m n. m.), 6.9.1987 dosažen vrchol Z hřebenem
- 1992: Nanga Parbat (8125 m n. m.), Kinshoferova cesta, člen úspěšné expedice
- 1997: Gašerbrum II (8035 m n. m.), vedoucí expedice, dosažen vrchol 17.7.1997